# پشت‌پر (سروستان)
پشت‌پر (سروستان)، روستایی از توابع بخش کوهنجان شهرستان سروستان در استان فارس ایران است.
سکونت در این منصقه از زمان صفویان و ساسانیان ب چشم می‌خورد و در زمان پهلوی در این نطقه از منطقه سکونت پیدا کردند.

## جمعیت
این روستا در دهستان مهارلو قرار دارد و براساس سرشماری مرکز آمار ایران در سال ۱۳۸۵، جمعیت آن ۵۲۸ نفر (۱۳۲خانوار) بوده است.
روستای پشتپر در ۳۵ کیلومتری جاده شیراز سروستان واقع شده است شغل مردم کشاورزی و دامداری می‌باشد. از جاذبه‌های تاریخی منقل‌خونه سیدجعفر و قنات منقل‌خونه می‌باشد.